# Манимейкер, Келли
Ке́лли Сью́зан Маниме́йкер (англ. Kelly Susan Moneymaker; род. 4 июня 1970, Фэрбанкс, Аляска) — американская певица.

## Биография
Келли Сьюзан Манимейкер родилась 4 июня 1970 года в Фэрбанксе (штат Аляска, США).
Келли начала свою музыкальную карьеру в начале 1990-х годов. В 1992—1995 она входила в состав музыкальной группы «Exposé», с которой кратко воссоединялась несколько раз.
Первый брак Келли со Стюартом Мэтисом окончился разводом.
С 18 апреля 1998 года Келли замужем за актёром Питером Рекеллом (род.1955). У супругов есть дочь — Лоден Слоун Рекелл (род. в октябре 2007).